# Skandinaviska Enskilda Banken
De Skandinaviska Enskilda Banken (SEB) is een van de leidende banken in Zweden en onderdeel van de SEB Group.

## Geschiedenis
André Oscar Wallenberg (1816-1886) richtte in 1856 de Stockholms Enskilda Bank op, die sinds 1972 tot SEB behoort en nog steeds met het imperium van familie Wallenberg wordt geassocieerd. Skandinaviska Banken is de andere bank die in SEB opging in 1972.